# Tom och Jerry – Den magiska ringen
Tom och Jerry – Den magiska ringen (Tom and Jerry: The Magic Ring) är en direkt-till-video animerad film från 2001.

## Handling
Tom och Jerry bor nu hos trollkarlen Chip. En dag gör Chip en trolldryck men upptäcker att den viktiga ingrediensen - mjölk från en ko från Calcutta - är slut. Han måste skyndsammast åka till Indien för att mjölka en ko, och ber Tom att vakta en magisk värdefull ring under tiden. Om Tom utför sin syssla väl ska han få en fet lax som belöning, men om något händer med ringen kan han räkna sig som hemlös. Tom vaktar sedan ringen men Jerry upptäcker den sedan, fascineras av den och sätter den på huvudet som en krona. Där fastnar den, och så börjar ett nytt äventyr, där Jerry försöker hitta någon som kan hjälpa honom få bort ringen, och Tom jagar honom för att ta den tillbaka. Ringens svårtyglade magiska krafter ställer också till en del.
Tom och Jerry småpratar också lite i den här filmen.

## Svenska röster
| Andreas Nilsson   | – Tom           |
| Nick Atkinson     | – Jerry         |
| Dick Eriksson     | – Chip          |
| Gunnar Ernblad    | – Spike, Droopy |
| Dan Ekborg        | – Butch         |
| Annica Smedius    | – Tuffy         |
| Reine Brynolfsson | – Freddie       |
| Niclas Wahlgren   | – Joey          |